# PocketWeb
PocketWeb ist der erste mobile Webbrowser und wurde 1994 am TecO für das Newton MessagePad entwickelt. PocketWeb wurde erstmals im Oktober 1994 auf der Mosaic and the Web Conference in Chicago der Öffentlichkeit vorgestellt. Das zugehörige Paper gewann den Best Paper Award der Konferenz.
Die geringe Größe und hohe Mobilität von PDAs bot damals eine völlig neuartige Klasse mobiler Multimedia-Anwendungen. Durch die Ressourcenbeschränktheit der damaligen mobilen Endgeräte war die Softwareentwicklung jedoch ein komplexer Prozess. Der Antrieb für die Entwicklung von PocketWeb war, die Integration von PDAs in verteilten Multimedia-Anwendungen durch den Einsatz von Web-Protokollen zu vereinfachen. Dieser Einsatz wurde erstmals im Forschungsprojekt MILLION erfolgreich durchgeführt und evaluiert.

## Funktionen
Aufgrund der Ressourcenbeschränkung wurden im PocketWeb eine spezielle Management-Schicht sowie Cache-Mechanismen implementiert. Dadurch benötigte die PocketWeb um eine Webseite zu cachen nur ein Viertel des Speicherbedarfs eines (damals) herkömmlichen Webbrowsers.
Ab der Version 2.4 wurde in PocketWeb die Möglichkeit eingeführt, GIF-Bilder zu dekodieren und anzuzeigen. Die Anzeige anderer Bildformate war über die Verbindung mit einem speziellen Proxy-Server möglich.
PocketWeb 2.4 läuft auf dem Betriebssystem Newton OS 2.0/2.1 und auf den Geräteversionen MP120, MP130 und MP2000.